# عمل غير مأجور

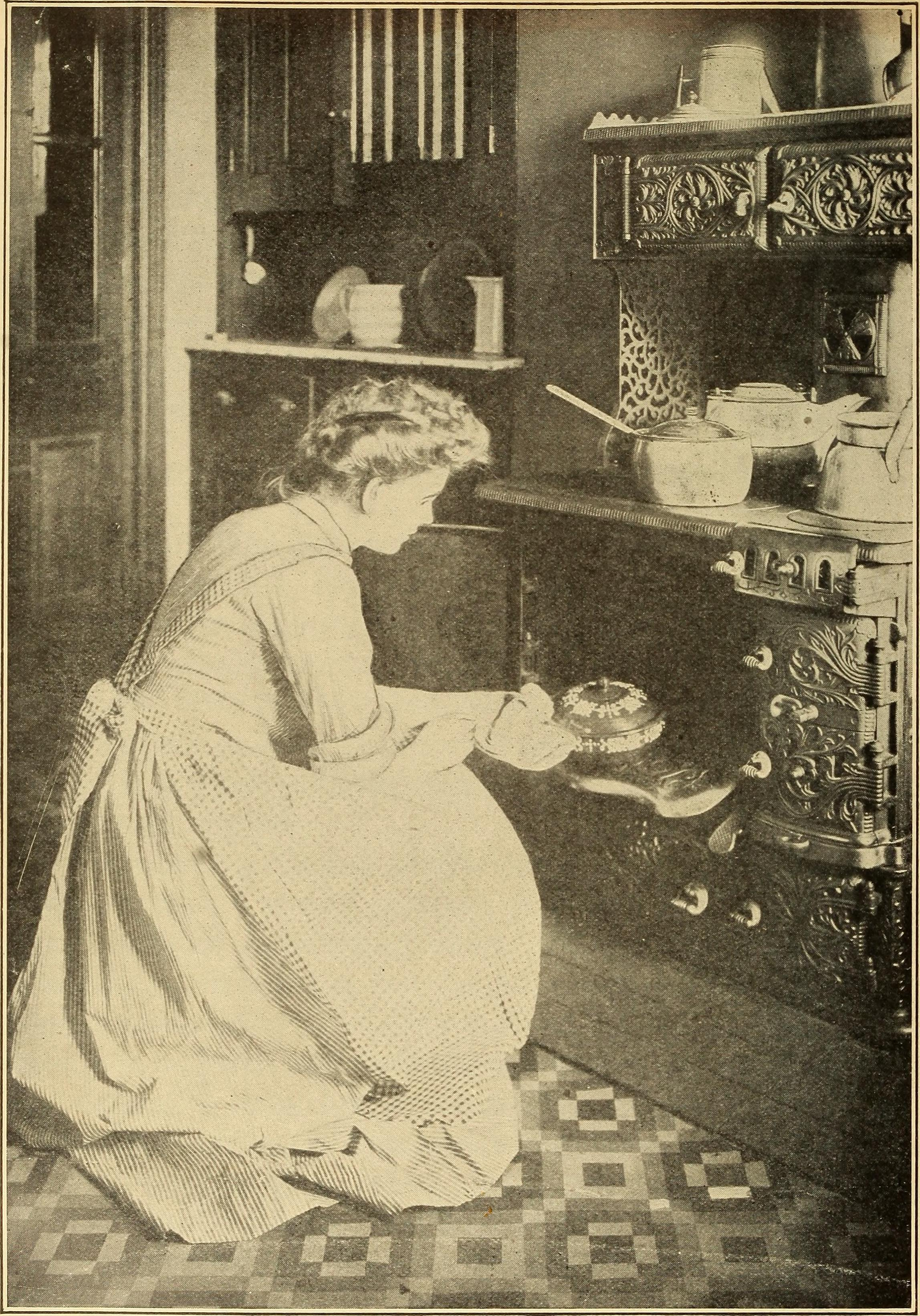

يُعرف العمل غير المأجور بأنه عمل لا يتلقى العامل أي مقابل مالي لقاء إنجازه. هو أحد أشكال «العمل خارج السوق» الذي ينقسم بدوره إلى قسمين: أولهما العمل غير المأجور ضمن حدود نظام الحسابات القومية، أي إجمالي الناتج المحلي، والثاني هو العمل خارج حدود نظام الحسابات القومية، مثل الجهد المنزلي ضمن العائلة لاستهلاكهم الشخصي. يمكن رؤية العمل غير المأجور بأشكال عديدة خارج الجهد المنزلي. تشمل الأنواع الأخرى من العمل غير المأجور العمل التطوعي للمنظمات الخيرية والعمل متدربًا دون أجر.
وفقًا لاستبيانات أجراها قسم إحصائيات الأُمم المتحدة، تُشكل النساء الجزء الأكبر من العاملين تحت مُسمى العمل غير المأجور عالميًا. يؤدي هذا التوزيع غير العادل في الجهد المنزلي غير المأجور إلى إعاقة مشاركة النساء في المجالات العامة والخاصة. أحد أشكال العمل غير المأجور هو العمل المنزلي غير مدفوع الأجر. يقع عبء العمل المنزلي غالبًا على عاتق النساء. قضاء النساء لأوقاتهن في العمل المنزلي غير المأجور يؤثر كثيرًا في مشاركتهن في سوق العمل، ما يؤثر بدوره في الأطفال والمجتمع والبلاد.

## العمل المنزلي غير المأجور

### الأنواع

#### عمل الرعاية غير المأجور
يشمل عمل الرعاية غير المأجور النشاطات اليومية المتمثلة في الطهي والتنظيف وتسوّق احتياجات المنزل، ويشمل أيضًا رعاية الأطفال والمُسنين والمرضى وذوي الإعاقة. يرمز مصطلح «أعمال الرعاية غير المأجورة» أساسًا لرعاية أفراد الأُسرة، من المهم معرفة أن أنواع العمل غير المأجور الأُخرى وفقًا لنظام الحسابات القومية تُصنّف أنها «نشاطات إنتاجية»، تشمل زراعة الطعام للاستهلاك الشخصي والحصول على الماء والوقود.

#### الإنجاب
لا يُصنف العمل غير المأجور تبعًا لجنس الفرد، لكن الإنجاب يصنف على ذلك الأساس. تؤمن ديبرا ساتز بأن الإنجاب هو نوع خاص من الجهد الذي لا يمكن التعامل معه وفق معايير السوق. يتضمن الحمل ورعاية الأطفال إضافةً إلى بقية أفراد العائلة. النساء فقط بإمكانهن الحمل لامتلاكهن الأعضاء الحيوية اللازمة لذلك، ما يجعله عملًا خاصًا بالنساء بالتأكيد. من المتوقع أن النساء المتزوجات والأمهات العازبات إضافةً إلى الإناث من بقية أفراد العائلة -مثل الشقيقات والخالات إلخ- يُمثِلن دورًا رئيسيًا في هذا النوع من الجهد غير المأجور في حياتهن الشخصية، إضافةً إلى الأهمية الاقتصادية لوجود القوى العاملة. تندرج تنشئة الطفل تحت قسمي الإنجاب والرعاية، لذا بعد فِطامه يمكن أن يرعاه أيّ فرد من أفراد العائلة.

### التاريخ
تعود جذور تقسيم أدوار أفراد الأسرة والقيمة الحضارية لكل شخص وفقًا للجنس إلى المبادئ التاريخية التي أرساها الاستيطان والإمبريالية. مثلًا، وَرَد الآتي في بحث باتريشا غريمشو في هاواي: «رسخت البعثات القادمة من إنجلترا الأدوار التي فرضها الاستيطان والإمبريالية بوعظ سكان هاواي وفقًا للمبادئ المسيحية، مع إنهم اعتادوا سابقًا تعدد الأزواج ولم يكترثوا بالمهام المنزلية. أخذت النساء المسيحيات على عاتقهنّ تعليم نساء هاواي وفقًا للتعاليم المسيحية للإناث، التي تنص على بقاء النساء في المنازل للاهتمام بالعائلة وإعلان الطاعة لأزواجهن». تاريخيًا، عُدّ بقاء المرأة في المنزل شرطًا لوصفها بالأُم والزوجة الجيدة. منذ ستينيات القرن العشرين، مع انتشار مبادئ العولمة الجديدة، ازدادت فرص العمل للنساء في سوق العمل، ما عُدّ تحديًا لفرضية أن تكون أولوية المرأة البالغة هي الاهتمام بالمنزل والعائلة.
مع ذلك لم تُعْفَ النساء من قضاء الوقت بالعمل غير المأجور. مع مُشاركتهن في سوق العمل، أصبحت المرأة ذات العمل ثابت الأجر تحمل على عاتقها عبئًا مُضاعفًا. إن محاولة إيجاد التوازن المثالي بين العمل المأجور وغير المأجور، أو التوازن بين العمل والحياة، هي معاناة دائمة بالنسبة للنساء اللائي يحاولن خلق مستقبل مهني لأنفسهنّ بالتزامن مع تنشئة الأطفال أو رعاية كبار السن من أفراد العائلة. تحاول المرأة دائمًا أن تُقرر كيفية تخصيص الوقت والأموال، ما يؤثر في إمكانية تطوير قدراتهنّ الخاصة، ما يؤثر بدوره في طريقة حياة العائلة مقارنةً بمعايير العيش المرتبطة بـمقاييس الدخل القومي والإنتاج.
بسبب المعايير الاجتماعية والتطلعات، يقع حِمل العمل غير المأجور بالدرجة الأولى على عاتق الإناث من أفراد الأُسرة. حتى إن استطاع الذكور القيام بأعمال الاهتمام بالمنزل وأفراده بعد عودتهم من أعمالهم مدفوعة الأجر، نجد من المألوف أكثر رؤية النساء يقُمن بمعظم أعمال الرعاية بعد عودتهن إلى المنزل.
إنّ النظرة التقليدية للعائلة تنص على مشاركة المرأة في العمل المنزلي دورًا رئيسيًا في المنزل. على أي حال، تحت ظروف اكتساب المال من طريق كِلا الزوجين والزيادة التدريجية في أعداد المُسنين، أصبح إضفاء الطابع التجاري على العمل المنزلي والرعاية المنزلية أمرًا حتميًا. قُدِمت حجج مفادها أن تقدير قيمة العمل المنزلي غير المدفوع يجب أن تؤخذ في الحسبان لمنع استغلال العاملين غير المأجورين، وأن ينظر إليهم بوصفهم موظفين وفقًا للقانون. طُرحت مناقشات بشأن «العلاوة لمقدمي الرعاية» التي يجب توفيرها لعمال المنازل غير المأجورين حفاظًا على قيمة أعمالهم.
بصرف النظر عن المناهج المُستعملة، أظهرت عدة دراسات مختلفة أن توزيع مهام العمل المنزلي توزيعًا غير متكافئ جعل العِبء الأكبر من العمل في المنازل على عاتق النساء المتزوجات. ومع وجود هذه المشكلة، تظهر الدراسات أن الفوارق بين الرجل والمرأة بعد الزواج قلت بنسبة معينة. مثلًا، في أثناء فترة الكساد أوائل القرن الحادي والعشرين، شارك الرجال ذوو الدخل المنخفض بنسبة أكبر في مساعدة ذويهم بقضاء المزيد من الوقت في العمل المنزلي غير المدفوع.

### المساواة الجنسية في العمل غير المدفوع الأجر
إن مُعتقد أداء النساء لمعظم أعمال الرعاية غير المدفوعة عالميًا قد أُسس ودُعم اجتماعيًا بسبب أدوار النوع الاجتماعي. حتى وإن عمِلت النساء بدوام كامل خارج المنزل، فإنهن غالبًا يؤدين معظم الواجبات المنزلية وأنشطة رعاية الأطفال. نتيجةً لانتشار مبادئ العولمة الجديدة، من المتوقع على نحو متزايد أن تأخذ النساء على عاتقهن عبء تأدية كل من الأعمال المدفوعة وغير المدفوعة، للمشاركة في توفير دخل العائلة إضافةً إلى استمرارهن بتأدية الأعمال غير المدفوعة. هذا التفاوت يؤكد تغيير مبدأ تقسيم المهام حسب الجنس بالتزامن مع تغيرات مبادئ العولمة فيما يتعلق بأنماط العمل، ويسلط الضوء على كيفية تأسيس نظام وفق معايير أدوار النوع الاجتماعي، الذي يشجع النساء على حمل «العبء المُضاعف» في خدمات الرعاية. ساهم مبدأ «العبء المُضاعف» كثيرًا في ضعف النساء اقتصاديًا. معظم النساء اللائي يعانين أزمات مالية هُنّ على الأرجح فقيرات وعاطلات عن العمل ويعانين متاعب صحية وغير متعلمات. تعاني النساء في أثناء الأزمات المالية كونهن عمومًا أكثر حرمانًا من الرجال.

### العبء المُضاعف

#### تعريفه
العبء المُضاعف، أو كما يعرف باليوم المزدوج، هي ظاهرة التزام المرأة بعمل مدفوع الأجر في سوق العمل وبعد عودتها إلى المنزل تلتزم أداء الأعمال المنزلية غير مدفوعة الأجر بما يعادل عمل يوم كامل. بسبب المعايير الاجتماعية وتطلعاتها، يقع عبء العمل غير المدفوع أساسًا على عاتق الأنثى في المنزل حتى وإن كان زوجها يعمل نفس ساعات عملها في سوق العمل.

#### تأثيره في النساء
إن ضرورة الموازنة بين العمل المدفوع وسواه تعود مساوئها على النساء. أظهرت التقارير معدلات مرتفعة في مستويات القلق عند النساء. في الحقيقة، تظهر عند النساء أعراض مرضية متعلقة باضطرابات الاكتئاب والقلق، من ضمنها قلة الرضا عن المستوى المعيشي والصحة النفسية. تزيد النساء من أوقات عملهن المدفوع، ولا يقللن بالمقابل أوقات العمل غير المدفوع. ولا يزيد الرجال من وقت مشاركتهم في العمل المنزلي غير المدفوع بنفس المعدل. أظهر تقرير التنمية البشرية لعام 2015 أنه في 63 دولة، تقضي النساء ثلث الوقت في الأعمال غير مدفوعة الأجر. يتضح العبء حيث تعاني النساء الفقر، وفي المجتمعات التي تعاني نقص البنى التحتية. في المناطق التي يصعب الحصول فيها على الماء والغذاء، تستغرق المهام المنزلية المزيد من الوقت لإنجازها.

### البيانات
الطريقة الأكثر استعمالًا لتقدير وقت العمل المنزلي غير المدفوع هي عبر مجموعة من إحصائيات قضاء الوقت. هذه الإحصائيات تهدف إلى تقييم كيفية قضاء الوقت في توفير مختلف الخدمات، مثل قضاء الوقت في العمل مقابل قضائه في الأعمال المنزلية غير المأجورة مثل الطهي. أجرت سارة غاميج عدة إحصائيات في غواتيمالا لقياس الوقت الذي يستغرقه أداء الأعمال المنزلية غير المأجورة في المنازل بين أفراد العائلة. وجدت سارة أن النساء قمن بنحو 70% من العمل غير المأجور في المنزل. أجرت ديبي بادلينجر إحصائيات مماثلة في عدة دول، وجدت فيها أن المرأة غالبًا تؤدي معظم العمل غير المأجور في المنزل يوميًا. النتائج التي توصلت لها مُلخصة كالآتي:
عدد الدقائق التي تُقضى في أداء العمل المنزلي غير المأجور يوميًا:
| الدولة        | الرجال | النساء |
| ------------- | ------ | ------ |
| الأرجنتين     | 101    | 293    |
| الهند         | 36     | 354    |
| جمهورية كوريا | 38     | 224    |
| نيكاراغوا     | 66     | 318    |
| جنوب أفريقيا  | 91     | 273    |
| تانزانيا      | 44     | 262    |
| الصين         | 58     | 139    |